# ۳۷ (میلادی)
۳۷ (میلادی) سی و هفتمین سال تقویم میلادی است.

## رویدادها
بر اساس مکان
امپراتوری روم
- کالیگولا با رأی سنا، امپراتور روم می‌شود.
- اکتبر - کالیگولا به شدت بیمار می‌شود، یا شاید مسموم می‌شود. او از بیماری‌اش بهبود می‌یابد، اما کالیگولا به سمت اهریمنی شدن روی می‌آورد: او شروع به کشتن کسانی می‌کند که به او نزدیک هستند و آنها را تهدیدی جدی می‌داند.[۱]
- ابیلین به شاه آگریپای اول اعطا شد.[۲]

بر اساس موضوع
زلزله
۹ آوریل - زلزله‌ای انطاکیه را ویران کرد.
دین
- پطرس رسول کلیسای انطاکیه را تأسیس کرد (تاریخ تقریبی).
- سائولِ فریسیِ اهل طرسوس، پس از رؤیایی به مسیحیت گروید. پس از سال ۳۹، او به عنوان پولسِ قدیس شناخته شد.

## زادگان
- ۱۵ دسامبر - نرون، امپراتور روم
- یوسفوس، مورخ رومی-یهودی (متوفی حدود ۱۰۰ میلادی)

## درگذشتگان
- ۱۶ مارس - تیبریوس، امپراتور روم

- ۱ مه - آنتونیای کوچک، دختر مارک آنتونی و اکتاویای کوچک؛ مادربزرگ کالیگولا (متولد ۳۶ پیش از میلاد)

- لوسیوس آرونتیوس (کوچک)، سیاستمدار رومی

- مارکوس جونیوس سیلانوس، سیاستمدار رومی (متولد حدود ۲۶ پیش از میلاد)

- ماروبودوس، پادشاه مارکومانی‌ها (متولد حدود ۳۰ پیش از میلاد)